# 金屬暴龍樂團
金屬暴龍樂團（HIBRIA）是一隊來自巴西，以技術和速度見稱的正統力量金屬樂團 ，樂團首張大碟於2004年發行。

## 歷史
樂隊在1997年推出了第一張DEMO《Metal Heart》，兩個月後Iuri Sanson加入樂團 ，樂隊的演出開始得到大量的好評。
1998年樂隊推出第二張DEMO《Against the Faceless？，開始奠定樂團的音樂路線。
樂隊在1999年開始在歐洲各地巡迴演出，包括比利時，德國，荷蘭，捷克，波蘭等。
2001年發行首張單曲《Steel Lord on Wheels》。
樂團首張大碟《Defying the Rules》於2004年發行。
第二張大碟《The Skull Collectors》於2009年2月發行，該唱片連續六星期奪得日本HMV重金屬唱片銷量第一名。
樂團並在2009年5月到過香港演出，在2009年10月出席日本的LOUD PARK。

## 樂隊成員

### 現任成員
- Iuri Sanson (Vocals)
- Abel Camargo (Guitars)
- Diego Kasper (Guitars)
- Marco Panichi (Bass)
- Eduardo Baldo (Drums)

### 前成員
- Savio Sordi (Drums) - 於2005年離隊。

## 發行唱片
- Metal Heart (Demo) (1997)
- Against The Faceless (Demo) (1999)
- Steel Lord on Wheels (2001)
- Defying the Rules (2004)
- The Skull Collectors (2008)

## 外部連結
- Hibria[永久] at Allmusic